# Chinovnik
Chinovnik è un film del 2021 diretto da Vladimir Motashnev.

## Trama
Andrey è il proprietario di un'impresa edile che, per evitarne il fallimento, si rivolge a un funzionario che conosce per vincere una gara d'appalto. Quando è tutto organizzato per l'incontro, incomincia subito ad andare per il verso sbagliato.